# NGC 788
NGC 788 (również PGC 7656) – galaktyka spiralna (S0-a), znajdująca się w gwiazdozbiorze Wieloryba. Odkrył ją William Herschel 10 września 1785 roku. Należy do galaktyk Seyferta.
W galaktyce tej zaobserwowano do tej pory jedną supernową – SN 1998dj.